# Parafia św. Wawrzyńca w Pilismarót
Parafia św. Wawrzyńca w Pilismarót – parafia rzymskokatolicka, administracyjnie należąca do archidiecezji ostrzyhomsko-budapeszteńskiej, znajdująca się w dekanacie Esztergom. 